# فندق تشاينا وورلد (بكين)
فندق تشاينا وورلد في بكين ( باللغة الصينية 中国大饭店) هو فندق خمس نجوم تابع لمجموعة شانجري-لا للفنادق والمنتجعات (باللغة الصينية 香格里拉酒店集團) التي يقع مقرها في هونغ كونغ.
ويقع الفندق بالقرب من مركز التجارة العالمي في الصين في حي تشاويانغ، المنطقة التجارية في بكين، الصين ويتصل بمجمع تشاينا وورلد.

## لمحة تاريخية
تم بناء فندق شانجري-لا تشاينا وورلد في عام 1989 وافتتح في آب / أغسطس عام 1990  بالقرب من محطة مترو جووماو في حي تشاويانغ في بكين.
يتضمن الفندق قاعة مؤتمرات تتسع لـ 2000 شخص وقاعة رقص كبيرة تحتوي على 800 مقعد.

## التصميم والبناء
تم تطوير التصميم الداخلي من قبل شركة التصميم إل آر إف المحدودة وتم تجديده في عام 2003. وتولت شركة ويلسون أسوشيتس بقيادة تريشا ويلسون عملية التجديد، حيث استخدمت تصاميم فنية آسيوية عصرية وأقمشة ذات ألوان ترابية هادئة ومفروشات فاخرة بغية توحيد النمط التقليدي مع الطابع المحلي.

## الميزات
تم تطوير غرف الفندق التي يبلغ عددها 716 غرفة من قبل شركة التصميم إل آر إف المحدودة من بينها 622 غرفة للنزلاء و 94 جناح. وتشتمل الأجنحة على 38 جناح رئيسي، 44 جناح تنفيذي، 6 أجنحة ذات إطلالات هادئة، 4 أجنحة خاصة، جناح بكين، وجناح الصين الذي تبلغ مساحته 280 متر مربع.

## المطاعم
يتضمن الفندق أربعة مطاعم متخصصة بتقديم مجموعة متنوعة من مأكولات المطابخ الدولية بإدارة الشيف الصيني التنفيذي كيني تشان إضافةً إلى بار ذا لوبي لاونج  الذي تُقدم فيه عروض الموسيقى الكلاسيكية المباشرة كل ليلة.

### مطعم آريا الأوروبي
مطعم آريا هو مطعم أوروبي يقع ضمن الفندق وقد عُرف من قبل وسائل الإعلام المحلية والدولية مثل سي إن إن ، مجلة تايم آوت، مجلة تاتلر ومجلة واين سبيكتيتر بكونه أحد أرقى مطاعم المدينة. ويتولى إدارته كبير الطهاة ديفيد بولي، وقد كان يديره سابقاً الشيف الأسترالي ماثيو ماكول البالغ من العمر 27 عاماً والحائز على جائزة «أفضل شيف لهذا العام» في حفل توزيع جوائز مجلة تايم آوت في بكين عام 2011. ويشتمل المطعم على عناصر من فن الطهو الجزيئي| وينقسم إلى ثلاث مناطق: منطقة للمطاعم والبارات في الطابق الأول، غرف خاصة في الطابق الثاني، وأماكن في الهواء الطلق على
الشرفة. وانضم الشيف بولي، وهو أسترالي الأصل أيضاً، إلى المطعم في حزيران / يونيو عام 2012 وكان يبلغ من العمر 28 عاماً بعد أن تتلمذ في مطعم كواي الحائز على العديد من الجوائز في مدينة سيدني على يد الشيف الشهير بيتر جيلمور.

### مطعم سين إيه كافيه- المطبخ المفتوح
يدير مطعم سين إيه كافيه ثمانية أقسام منفصلة تهدف إلى تقديم الخدمات لنزلاء الفندق القادمين من جميع أنحاء العالم. وكان الشيف لي يون فنغ في وقت سابق ينظم في المقهى دروساً لتعليم كيفية صنع أشكال فنية من العجين، حيث كان يصنع أشكالاً تشبه شخصيات مثل الملك القرد سون وو كونغ، هيللو كيتي، الإلهة غوانيين ودورايمون (عبقور).

## صنع الحلويات في مخبز سويت سبوت المتطور
- مخبز سويت سبوت للمأكولات الخفيفة

تم افتتاح سويت سبوت في 8 كانون الثاني / يناير عام 2014 في بهو المكتب الصيني العالمي، وهو مخبز يختص بتقديم الأطعمة الأوروبية. وتتيح التكنولوجيا المستخدمة فيه «الطباعة بالألوان على الشوكولاتة» مما يسمح للمتجر بصنع بطاقات تهنئة على شكل حلويات بناءً على طلب الزبائن. ولافتتاح المتجر، تم نصب قالب كعك على شكل شجرة بطول مترين استُخدم في صنعه 1100 كعكة.